# Napoleon Asmuß
Napoleon Asmuß (* 20. September 1805 in Lübeck; † 24. August 1879 in Riga) war ein deutscher Pädagoge und Publizist.

## Leben
Der Vater war Matthias Christoph Asmuß, die Mutter Anna Margaretha, geb. Dircks.
Von 1826 bis 1829 studierte er Theologie an der Kaiserlichen Universität Dorpat. Von 1852 bis 1878 war er Redakteur der Rigaschen Stadtblätter. 1877 erhielt er die Ehrenmitgliedschaft der Literärisch-praktischen Bürger-Verbindung.
Neben zahlreichen biographischen und historischen Aufsätzen veröffentlichte er die „Rigaer Adreßbücher“ und 1877 einen „Überblick über die Geschichte der Literärisch-praktischen Bürger-Verbindung während ihres 75-jährigen Bestehens“.

## Werke
- Rückblick auf die Wirksamkeit der literärisch-praktischen Bürger-Verbindung in Riga während der letztverflossenen 7 Jahre 1858–1864
- Überblick über die Geschichte der literärisch-praktischen Bürger-Verbindung während ihres 75-jährigen Bestehens: Zur Feier des 12. Dezember 1877
- Dr. Karl Gottlob Sonntag und die Rigaschen Stadtblätter während seiner Redaction
- Album von Riga